# Parroquia de Lincoln
La parroquia de Lincoln (en inglés, Lincoln Parish) es una subdivisión administrativa del estado de Luisiana, Estados Unidos. Según el censo de 2020, tiene una población de 48.396 habitantes.
El nombre de la región es en homenaje al Presidente Abraham Lincoln.
La sede es Ruston.

## Geografía
Según la Oficina del Censo, tiene un área total de 1224 km², de la cual 1222 km² es tierra y 2 km² es agua.

### Parroquias adyacentes
- Parroquia de Union  (norte)
- Parroquia de Ouachita  (este)
- Parroquia de Jackson  (sur)
- Parroquia de Bienville  (suroeste)
- Parroquia de Claiborne  (noroeste)

## Carreteras
- Interestatal 20
- U.S. Highway 80
- U.S. Highway 167
- Carretera Estatal de Luisiana 33

## Demografía
En el 2000 la renta per cápita promedia de la región era de $26,977 y el ingreso promedio de una familia era de $38,972. En 2000 los hombres tenían un ingreso per cápita de $32,376 versus $20,877 para las mujeres. El ingreso per cápita en la región era de $14,313. Alrededor del 26.50% de la población estaba bajo el umbral de pobreza nacional.
Según la estimación 2015-2019 de la Oficina del Censo, el ingreso promedio de una familia en la región es de $54,871. El ingreso per cápita de la región en los últimos doce meses es de $22,863 (en dólares de 2019). El 30.3% de la población está en situación de pobreza.

## Ciudades y pueblos
| - Choudrant - Downsville | - Dubach - Grambling | - Ruston - Simsboro | - Vienna |